# Ангиш
Ангиш (?—1516) — правитель Сибирского ханства в 1502 - 1516 годах.

## Биография
Происходил из династии Тайбугидов. Его дед Мар бросил вызов Чингизидам, пытаясь властвовать в Западной Сибири совместно с ханом Ибаком. Однако был убит последним. Абалак, отец Ангиша, вместе с братом Адером сохранил часть родовых владений.
В 1495 году Мухаммед, сын Адера, победил и убил хана Ибака, основав Сибирское ханство. Вероятно, в этих событиях участвовал Ангиш. В 1502 году после смерти Мухаммеда унаследовал ханство. Продолжил войны против тюменских ханов Агалака и Кулука.
В то же время нападал на пограничные земли Московского царства, борясь за превосходство над Обдорским и Пелымским княжествами.
Вел войны против Муртазы-султана, брата Кулука, расположившегося на севере Ногайской Орды. Умер Ангиш около 1516 года. Следующим правителем Сибирского ханства стал его двоюродный брат Касим.